# Ginny Simms
Virginia Ellen Simms (San Antonio, 25 mei 1913 – Palm Springs, 4 april 1994) was een Amerikaanse zangeres en actrice. Simms zong met bigbands en werd gelabeld met Dinah Shore, Peggy Lee, Ella Fitzgerald, Jo Stafford en anderen. Ze werkte ook als MGM en Universal filmactrice en verscheen in 11 films van 1939 tot 1951, toen ze met pensioen ging.

## Biografie
Geboren in San Antonio, Texas, verhuisde de familie van Simms naar Californië, waar ze naar de Fresno High School en het Fresno State Teachers College ging, waar ze piano studeerde. Terwijl ze daar was, begon ze op te treden in campusproducties, te zingen met studentenverenigingen en vormde ze zelfs een populair vocaal trio op de campus. Kort daarna begon ze in haar eentje een solo-zangcarrière en tegen 1932 had ze haar eigen programma op een lokaal radiostation.
In 1932 werd ze bandzangeres voor de Tom Gerun band in San Francisco, samen met andere vocalisten, waaronder een jonge Tony Martin en Woody Herman. In 1934 trad ze toe tot het Kay Kyser Orchestra, waar ze haar eerste nationale bekendheid kreeg, en verscheen in radioshows met Kyser.
Ze maakte drie films met Kyser: That's Right—You're Wrong (1939) met Lucille Ball, You'll Find Out (1940) met Peter Lorre, Béla Lugosi en Boris Karloff en Playmates (1941) met John Barrymore en Lupe Vélez. Op 6 april 1941 speelden Simms en Kyser ook in Niagara to Reno (beschreven als een originele komedie) bij CBS-radio's Silver Theatre. Ze trouwde bijna met Kyser, maar verliet zijn orkest in september 1941 om haar eigen radioshow te geven. Ze speelde in nog een aantal films, waaronder Here We Go Again (1942) als Jean Gildersleeve, met Edgar Bergen, Charlie McCarthy en Jim Jordan & Marian Jordan (van Fibber McGee & Molly), Hit the Ice (1943) als Marcia Manning, met Abbott en Costello, in Broadway Rhythm (1944) als Helen Hoyt, met George Murphy en de Cole Porter filmbiografie Night and Day (1946) als Carole Hill, met Cary Grant en Alexis Smith.
In 1951 organiseerde Simms een lokale televisieshow op KTTV, kanaal 11 in Los Angeles met dansbands en talenten van leger-, marine-, marine- en luchtmachtbases rond Zuid-Californië.
Zoals vele sterren was Simms actief in het vermaken van troepen tijdens de Tweede Wereldoorlog en na het einde van de oorlog bleef ze militairen helpen. In 1947 stond in een nieuwsbrief van een radiostation: 'Nu helpt ze nieuwe huizen te bouwen. Ginny sponsort de bouw van 450 huizen voor dierenartsen in Los Angeles'.

## Onderscheidingen
Op 5 juni 1993 werd een Golden Palm Star op de Palm Springs (Californië), Walk of Stars aan haar opgedragen.

## Privéleven en overlijden
Simms was drie keer getrouwd, eerst (28 juli 1945 tot maart 1951) met Hyatt Hotels-oprichter Hyatt von Dehn, met wie ze twee zonen had: David (geboren in juli 1946) en Conrad (geboren 27 december 1949). Haar tweede huwelijk (27 juni 1951 tot juni 1953) was met Bob Calhoun, en haar derde was met de Republikeinse voormalige procureur-generaal van de staat Washington, Don Eastvold, van 22 juni 1962 tot aan haar dood in 1994.
Ginny Simms overleed in april 1994 op 80-jarige leeftijd aan de gevolgen van een hartaanval.

## Filmografie
- 1939:	That's Right - You're Wrong	(als zichzelf)
- 1940:	You'll Find Out (als zichzelf)
- 1941:	Playmates (als zichzelf)
- 1942:	Here We Go Again als Jean Gildersleeve
- 1942:	Seven Days' Leave (als zichzelf)
- 1943:	Hit The Ice als Marcia Manning
- 1944:	G.I. Journal (als zichzelf)
- 1944:	Broadway Rhythm als Helen Hoyt
- 1945:	Shady Lady als Leonora Lee Appleby
- 1946:	Night and Day	Carole Hill
- 1951:	Disk Jockey	als Vickie Peters (laatste filmrol)

- Bibliothèque nationale de France: cb14227482f (data)
- Gemeinsame Normdatei: 1073539245
- International Standard Name Identifier: 0000 0000 3496 4642
- Library of Congress Control Number: n95082855
- MusicBrainz: 2c48e6ef-28a3-41c4-b09f-c6aafb4cfd32
- Nationale Bibliotheek van Israël: 987007352559605171
- SNAC: w67w8fw1
- Virtual International Authority File: 14021731
- WorldCat: E39PBJqfFR4dd3tGCHvhMXJxDq